# Ch-29

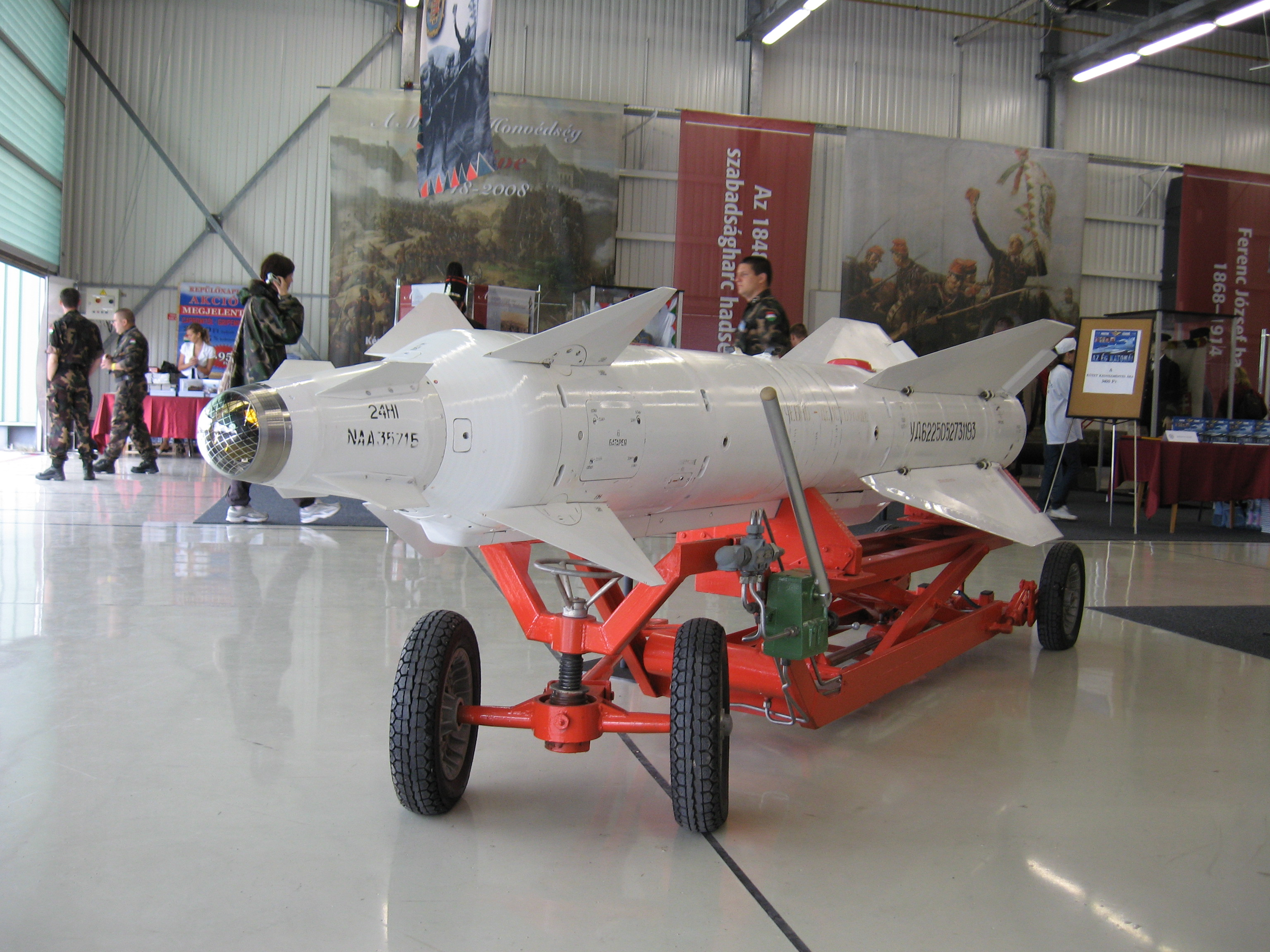
Een Ch-29 in 2008

De Ch-29 (Russisch: Х-29) (GRAOe-index: 9M721, NAVO-codenaam: AS-14 Kedge) is een Russische lucht-grondraket ontwikkeld door Molniya. De productie en doorontwikkeling zijn later overgenomen door Vympel. De Ch-29 is ontworpen voor aanvallen op versterkte doelen zoals bunkers, bruggen, landingsbanen en oorlogsschepen tot een deplacement van 10.000 ton. Om deze reden bestaat bijna de helft van de massa van de raket uit de explosieve lading.
Er zijn vier varianten van de raket ontwikkeld. 
- De eerste versie was de Ch-29T met tv-geleiding en een bereik van 10 tot 12 km.
- Later volgden varianten met semi-actieve lasergeleiding (Ch-29L),
- infraroodgeleiding (Ch-29D)
- en een tv-geleide variant met een vergroot bereik (Ch-29TE).

## Proliferatie
Behalve Rusland zelf heeft alleen China de raket geïmporteerd. In 2002 werden ongeveer 2000 raketten besteld van de variant met tv-zoeker. Of het om de Ch-29T of de Ch-29TE gaat is echter niet duidelijk.

## Specificaties
Bron:
- Producent: Molniya (nu Vympel)
- Functie: Lucht-grondraket voor gebruik tegen versterkte doelen
- Bereik: 8–10 km (Ch-29L), 10–12 km (Ch-29T), 30 km (Ch-29TE)
- Topsnelheid: 600 m/s (2100 km/h)
- Aandrijving: vastebrandstofmotor
- Lading: Hoogexplosief, 320 kg
- Massa bij lancering: 660 kg (Ch-29L), 685 kg (Ch-29T), 690 kg (Ch-29TE)
- Lengte: 3,90 m (Ch-29L/T), 3,875 m (Ch-29TE)
- Schachtdiameter: 38 cm
- Spanwijdte vinnen: 1,10 m
- Lanceerplatform:
  - Vliegtuigen
    - MiG-27K
    - MiG-29M
    - Soe-25 (alleen Ch-29L)
    - Soe-27OeB
    - Soe-30MK
    - Soe-35 (alleen Ch-29T)
    - Soe-39